# Lijst van beschermd erfgoed in Sivry-Rance
Onderstaande tabel geeft een overzicht van de beschermde erfgoederen in de gemeente Sivry-Rance. Het beschermd erfgoed maakt deel uit van het cultureel erfgoed in België.
| Object                                                                           | Bouwjaar/architect | Deelgemeente | Adres | Coördinaten                   | Nummer?                | Afbeelding |
| -------------------------------------------------------------------------------- | ------------------ | ------------ | ----- | ----------------------------- | ---------------------- | ---------- |
| Kapel "La Haut" te Sivry, gesitueerd op openbare gemeentelijke domein, route n°8 |                    |              |       | 50° 10' 13" NB, 4° 10' 52" OL | 56088-CLT-0001-01 Info |            |
| Kapel Saint-Roch, te Rance                                                       |                    |              |       | 50° 8' 35" NB, 4° 16' 14" OL  | 56088-CLT-0003-01 Info |            |
| Gevels en daken van gebouw van de 17e eeuw aan Grand Rue n°75 te Sivry-Rance     |                    |              |       | 50° 8' 33" NB, 4° 16' 26" OL  | 56088-CLT-0004-01 Info |            |
| Hele bakkerij aan rue d'Eppe n°8 te Sivry-Rance                                  |                    |              |       | 50° 7' 31" NB, 4° 12' 36" OL  | 56088-CLT-0005-01 Info |            |